# Lysimachia wilsonii
Lysimachia wilsonii là một loài thực vật có hoa trong họ Anh thảo. Loài này được Hemsl. mô tả khoa học đầu tiên năm 1906.